# Озкан, Хюсаметтин
Хюсаметтин Озкан (род. 1950, Девели) — турецкий политик.

## Биография
Хюсаметтин Озкан родился в 1950 году в Девели, был младшим из семи детей. Окончил галатасарайский лицей экономики и управления (в настоящее время является частью университета Мармара).
В 1991 году вступил в демократическую левую партию (ДЛП) и в том же году был избран от неё в парламент. Считался близким другом председателя ДЛП Бюлента Эджевита. В 1995 году Озкан был переизбран. Вскоре он получил пост министра в коалиционном правительстве Месута Йылмаза.
После скандала с Тюркбанком кабинет Йылмаза был расформирован. Следующее правительство сформировал Бюлент Эджевит, Хюсаметтин Озкан вошёл в него в качестве вице-премьера.
В начале 2000-х годов внутри ДЛП произошёл конфликт, который привёл к выходу из партии части членов, в том числе Озкана. В 2002 году Хюсаметтином Озканом и Исмаилом Джемом была основана «Партия новой Турции». Сперва позиции новой партии казались довольно сильными, но в результате ряда непредвиденных трудностей и перехода Кемаля Дервиша в республиканскую народную партию партия получила на выборах лишь 1,15 % голосов, что было недостаточно для попадания партии в парламент. После провала на выборах Хюсаметтин Озкан вышел из партии и больше не занимался политической деятельностью.